# Pterolophia lesnei
Pterolophia lesnei là một loài bọ cánh cứng trong họ Cerambycidae.